# Hilton Armstrong
Hilton Julius Armstrong, Jr. (* 11. November 1984 in Peekskill, New York) ist ein ehemaliger US-amerikanischer Basketballspieler. Er ging in Peekskill, New York zur Highschool und wechselte anschließend nach Connecticut an die University of Connecticut, bevor er 2006 seine NBA-Karriere begann.

## Karriere
Armstrong spielte bei der Basketballmannschaft der University of Connecticut, den Connecticut Huskies. Im NBA-Draft 2006 wurde er von den New Orleans Hornets ausgewählt, wo er bis Januar 2010 spielte. Zwischen Januar und April 2010 spielte Armstrong nacheinander bei den Sacramento Kings und den Houston Rockets. 
Nach einer vereinslosen Zeit unterzeichnete Armstrong im Juli 2010 einen Vertrag bei den Washington Wizards. Im Februar 2011 wechselte er innerhalb der Liga zu den Atlanta Hawks. Nach einer Saison in Frankreich wechselte Armstrong 2012 zu Panathinaikos Athen nach Griechenland.